# Cantalupo nel Sannio
Cantalupo nel Sannio (bis 1864 einfach Cantalupo) ist eine italienische Gemeinde (comune) in der Provinz Isernia in der Region Molise und hat 713 Einwohner (Stand 31. Dezember 2023). Die Gemeinde liegt etwa 15,5 Kilometer südöstlich von Isernia und grenzt unmittelbar an die Provinz Campobasso.

## Verkehr
Durch die Gemeinde führt die Strada Statale 17 dell'Appennino Abruzzese e Appulo Sannitica von Foggia nach Antrodoco. Der Bahnhof liegt an der Bahnstrecke von Isernia nach Campobasso.